# 파페 게예
파페 알라산 게예(프랑스어: Pape Alassane Gueye, 1999년 1월 24일 ~ )는 라리가 클럽 비야레알에서 수비형 미드필더로 활약하는 세네갈의 프로 축구 선수이다. 프랑스에서 태어난 그는 세네갈 국가대표팀에서 활약하고 있다.

## 구단 경력

### 르아브르
게예는 2017년 5월 5일, 샤무아 니오르와의 리그 2 경기에서 0-0으로 비긴 르아브르 소속으로 프로 데뷔 전을 치렀다. 그는 2017년 6월 20일에 첫 프로 계약을 체결했다.

### 왓퍼드
2020년 4월 29일, 게예가 2020년 7월 1일, 르아브르와의 계약이 만료되자 프리미어리그 팀 왓퍼드에 합류하기로 합의했다는 사실이 밝혀졌다. 홍보 자료와 구단이 발표한 보도 자료에 따르면 게예는 왓퍼드와 5년 계약을 체결하고 구단 유니폼을 입었다. 24시간 후, 왓퍼드는 게예의 리그 1 클럽 마르세유 이적 계약에 합의했으며, 여기에는 왓퍼드에 대한 판매 조항이 포함되었다. 게예는 자신의 에이전트가 "나쁜 조언"을 했다고 주장하며, 그의 에이전트가 원래 게예가 인용한 주당 45,000파운드가 아닌 월 45,000파운드의 급여를 포함하고 있다고 언급했다.

### 마르세유
2020년 7월 1일, 게예는 리그 1의 마르세유와 4년 계약을 체결했으며, 이적료는 300만 유로로 보고되었다.

#### 세비야로의 임대
2023년 1월 30일, 게예는 남은 시즌 동안 라리가 클럽 세비야로 임대되었다. 그는 세비야의 2022-23년 UEFA 유로파리그 우승 캠페인에서 공동 우승을 차지했다.

### 비야레알
2024년 7월 5일, 게예는 4년 자유 이적으로 라리가 클럽 비야레알에 합류했다.

## 국가대표팀 경력
게예는 프랑스에서 태어나 세네갈 혈통이다. 그는 프랑스 U-18 국가대표팀과 프랑스 U-19 국가대표팀을 모두 대표했다. 그러나 그는 세네갈을 대표하기로 결정했다. 그는 2021년 11월 14일, 콩고 공화국을 상대로 한 2022년 FIFA 월드컵 예선 전에서 세네갈 국가대표팀으로 데뷔했다.
그는 2021년 아프리카 네이션스컵에서 세네갈 국가대표팀의 일원이었으며, 그들의 역사상 처음으로 대회에서 우승을 차지했다.
게예는 대회에서 세네갈이 승리한 후 세네갈의 대통령 마키 살에 의해 국가 사자 훈장의 그랜드 장교로 임명되었다.
게예는 2022년 FIFA 월드컵에서 세네갈의 네 경기 중 세 경기에 출전하여 에콰도르를 상대로 2-1 승리를 거두며 2002년 데뷔 이후 처음으로 16강에 진출했다.
2023년 12월, 그는 코트디부아르에서 열리는 연기된 2023년 아프리카 네이션스컵에서 세네갈 국가대표팀에 발탁되었다.

## 플레이 스타일
게예는 박스-투-박스 미드필더로 공격적이고 경쟁이 치열한 플레이 스타일로 유명하다. 또한 경기 관람 능력과 체력도 뛰어나다.